# Conus pineaui
Conus pineaui é uma espécie de gastrópode do gênero Conus, pertencente à família Conidae.

Como todas as espécies dentro do gênero Conus, estes caracóis são predadores e venenosos. Eles são capazes de "picadas" os seres humanos, os vivos, portanto, deve ser tratado com cuidado, ou não.